# 暗黑破壞神III
《暗黑破壞神III》是暴雪娛樂製作並發行的一款動作角色扮演遊戲，是暗黑破壞神系列的第三代作品。遊戲於2012年5月15日發行Microsoft Windows和Mac OS X版本，2013年9月3日於美國、加拿大、拉丁美洲西班牙語系地區、歐洲、澳大利亞及紐西蘭地區。支援PlayStation 3與Xbox 360平台。2014年8月19日則發行PlayStation 4與Xbox One平台版本；而包含所有游戏追加内容的《暗黑破壞神 III：永恆之戰版》于2018年11月3日在任天堂Switch發售，其後官方宣佈日後会以更新語言包的形式追加对中文的支持。本作需要登入Battle.net才能進行遊戲，PC版即使在單機模式(single-player games)下也必須連上網路才能進行遊戲，也是該系列作品中唯一須全程連網的遊戲；家用游戏机版则无需全程联网。
於2008年6月28日在法國巴黎舉行的2008暴雪全球邀請賽中公佈研發《暗黑破壞神III》及播放遊戲試玩畫面。玩家可選擇野蠻人、巫醫、秘術師、武僧及狩魔獵人這五個職業。有資料片的話還可玩聖教軍職業，再加購數位組合包的話可玩死靈法師職業。2011年9月21日啟動封測活動。
资料片《奪魂之鐮》于2014年3月25日发售，數位組合包《死靈法師的崛起》於2017年6月27日開始發售。

## 遊戲性質
《暗黑破壞神III》和前作同樣是款動作角色扮演遊戲。雖然《暗黑破壞神III》會保留很多原版的遊戲特點，但它將著重在合作和小組配合上。《暗黑破壞神III》的專有引擎將與Havok物理引擎合作，創造出獨特的遊戲中的環境破壞效果。開發小組計劃支援多種不同的系統組合，而且不要求Windows Vista的DirectX 10。

### 專家模式
如同前一代，《暗黑破壞神III》讓玩家可以創立專家級人物，專家級人物在遊戲中死了無法復活。不過在創建專家級人物前，玩家必須擁有至少一個等級為10以上的角色，創建成功後在該角色的上方會有一道紅光以能和一般模式角色有所區別。

### 怪物
在《暗黑破壞神III》中，怪物分為普通、勇士（Champion）、稀有（Rare）、獨特（Unique），分別以白色、藍色、黃色、紫色名字顯示。

### 物品
《暗黑破壞神III》的隨機物品與前作《暗黑破壞神II》沒有太大的改變（新增了傳奇物品），但新增了數千個全新的組合，更多獨特效果和前所未見的屬性。物品分為：普通（白色）、魔法（藍色）、遠古魔法（藍色，涉及劇情或成就，不會自動分解）、稀有（黃色）、傳奇（橙色）、套裝（綠色）。傳奇和套裝物品有遠古和太古版本，屬性高於普通傳奇或套裝。

### 職業

暗黑破壞神III的所有職業。由左至右為野蠻人、狩魔獵人、武僧、巫醫、秘術師。

在遊戲中，玩家們可以体验到7种职业：力量：野蠻人、聖教軍(需資料片《奪魂之鐮》)；敏捷：武僧、狩魔獵人；智力：巫醫、秘術師、死靈法師(需購買數位組合包《死靈法師的崛起》)。

## 遊戲開發
《暗黑破壞神III》從2001年開始研發，由當時的暴雪北方負責，2005年暴雪北方公司關閉營運後，研發團隊整併至暴雪娛樂繼續執行，直到2008年6月28日在巴黎舉行的暴風雪全球邀請賽才首度公布遊戲畫面。

## 伺服器
目前《暗黑破壞神III》推出了美服、歐服、亞服三個伺服器。全球玩家可使用任意語言客户端（中国大陆除外），自由選擇進入所有伺服器。不同伺服器之間，無法添加好友、發送消息。
2014年3月，暴雪娱乐宣布將於台灣和澳洲當地推出伺服器。同年7月14日，暴雪娱乐和网易公司联合宣布即将建立中国大陆服务器，中国大陆服务器于2015年4月23日开放公测。
2023年1月24日0时，包括《暗黑破坏神III》在内由网易代理的暴雪系列游戏在中国大陆市场正式终止运营。

## 外部連結
- （英文） 官方网站 （页面存档备份，存于）
- （繁體中文）台湾中文官方網站 （页面存档备份，存于）
- （繁體中文）暗黑破壞神Ⅲ 測試許可及常見問題
- （简体中文）凯恩之角 （页面存档备份，存于）